# Абу Икаль ибн аль-Аглаб
Абу Икаль ибн аль-Аглаб ибн Ибрагим (араб. أبو إقال بن الأغلب بن إبراهيم‎; ум. 841) — эмир Ифрикии из династии Аглабидов (838—841).

## Биография
Был младшим сыном эмира Ибрахима ибн аль-Аглаба и братом двух предыдущих эмиров. 
После смерти Зиядет-Аллаха I стал правителем государства. Во время его правления продолжилось завоевание Сицилии, под контроль мусульман перешли несколько крепостей, среди которых были Корлеоне, Кальтабеллотта и Маринео.
Скончался в 841 году, ему наследовал сын Мухаммед I.